# Implication réciproque
Ne pas confondre avec la notion d'application réciproque ni avec la notion de contraposée.
En mathématiques, plus précisément en calcul propositionnel, une implication réciproque est une proposition interchangeant la prémisse et la conclusion d'une implication. 

## Quelques faits
La réciproque de la réciproque est alors l'implication initiale.
Lorsque l'implication comporte plusieurs prémisses, l'échange de la conclusion avec seulement une partie des prémisses est parfois[Quand ?] aussi appelée réciproque, comme pour le théorème de Thalès où les conditions d'alignement restent en prémisse pour la réciproque.
Contrairement à la contraposée d’une implication, la réciproque ne se déduit pas de cette implication. Le faire sans précaution[Laquelle ?] conduit au sophisme de l’affirmation du conséquent.

## Notation logique et interprétation
L'implication « si A alors B  »
soit {\displaystyle A\Rightarrow B}
a pour réciproque, « si B alors A  »
soit {\displaystyle B\Rightarrow A.}
On étend parfois[Quand ?] cette notion d'implication réciproque au calcul des prédicats en disant que :
{\displaystyle \forall x(Ax\Rightarrow Bx)}
soit « tout A est B » et
{\displaystyle \forall x(Bx\Rightarrow Ax)}
soit « tout B est A » 
sont des implications réciproques l'une de l'autre.
Cependant, une phrase de la forme « aucun A n'est B » est équivalente à « aucun B n'est A ». Leur réciproque commune peut s'énoncer sous la forme « tout ce qui n'est pas A est B ».
| P | Q | P → Q | Q → P (réciproque) |
| - | - | ----- | ------------------ |
| V | V | V     | V                  |
| V | F | F     | V                  |
| F | V | V     | F                  |
| F | F | V     | V                  |

## Réciproque partielle
Lorsque la réciproque d'une implication n'est pas vraie, sauf si certaines hypothèses supplémentaires sont vérifiées, on peut parler de réciproque partielle. 

### Exemple
Soit {\displaystyle p} un nombre premier. L'implication suivante, démontrée par Euclide, est vraie : 
Si le nombre de Mersenne {\displaystyle 2^{p}-1} est premier, alors le nombre {\displaystyle 2^{p-1}(2^{p}-1)} est un nombre parfait.
Leonhard Euler a démontré une réciproque partielle de cette implication :
Si un nombre {\displaystyle N} est un nombre parfait et si {\displaystyle N} est pair, alors {\displaystyle N} est de la forme {\displaystyle 2^{p-1}(2^{p}-1)} où {\displaystyle p} est un nombre premier et {\displaystyle 2^{p}-1} est un nombre de Mersenne premier.
Comme on ignore s'il existe des nombres parfaits impairs, on ne peut pas dire si l'on peut se passer de la condition de parité dans la réciproque partielle d'Euler.